# Saint-Philbert-de-Grand-Lieu
Saint-Philbert-de-Grand-Lieu är en kommun i departementet Loire-Atlantique i regionen Pays de la Loire i nordvästra Frankrike. Kommunen ligger i kantonen Saint-Philbert-de-Grand-Lieu som tillhör arrondissementet Nantes. År 2022 hade Saint-Philbert-de-Grand-Lieu 9 392 invånare.

## Befolkningsutveckling
Antalet invånare i kommunen Saint-Philbert-de-Grand-Lieu
| Referens: INSEE |